# 庫爾庫尼山
16°43′31″S 68°33′29″W / 16.72528°S 68.55806°W
庫爾庫尼山（Q'ullq'uni），是玻利維亞的山峰，位於該國西部拉巴斯省的因加維省，處於維斯卡查尼山西北面、希斯卡薩利亞拉山東北面，屬於安第斯山脈的一部分，海拔高度4,570米。